# Adunarea Populară Supremă a Coreei de Nord
Adunarea Populară Supremă a Coreei de Nord (prescurtat SPA) este legislativul Coreei de Nord din 1972.
Fiecare dintre cele 687 de circumscripții aleg un membru pentru un mandat de cinci ani.
Pe lângă sesiunile periodice ale SPA (care durează doar câteva zile pe an), autoritatea legislativă a SPA este delegată Prezidiului Adunării Populare Supreme, o formațiune mai mică compusă din membri selectați dintre membrii SPA.